# Естадіо BBVA
«Естадіо BBVA Банкомер» (ісп. Estadio BBVA Bancomer) — стадіон, розташований в Гуадалупе в мексиканському штаті Нуево-Леон.

## Історія
Стадіон був побудований для футбольного клубу «Монтеррей» на заміну «Естадіо Текнологіко», де «Монтеррей» проводив свої матчі протягом 63 років, що передували відкриттю нової арени. Стадіон був відкритий 2 серпня 2015 року матчем між «Монтерреєм» і лісабонською «Бенфікою» в рамках розіграшу Кубка Еусебіо, в якому переміг «Монтеррей» з рахунком 3:0. Будівництво стадіону обійшлося в 200 млн доларів.
Співак Джастін Бібер виступив на стадіоні 15 лютого 2017 року в рамках свого Purpose World Tour. У концерті взяли участь понад 51 000 людей.

## Галерея

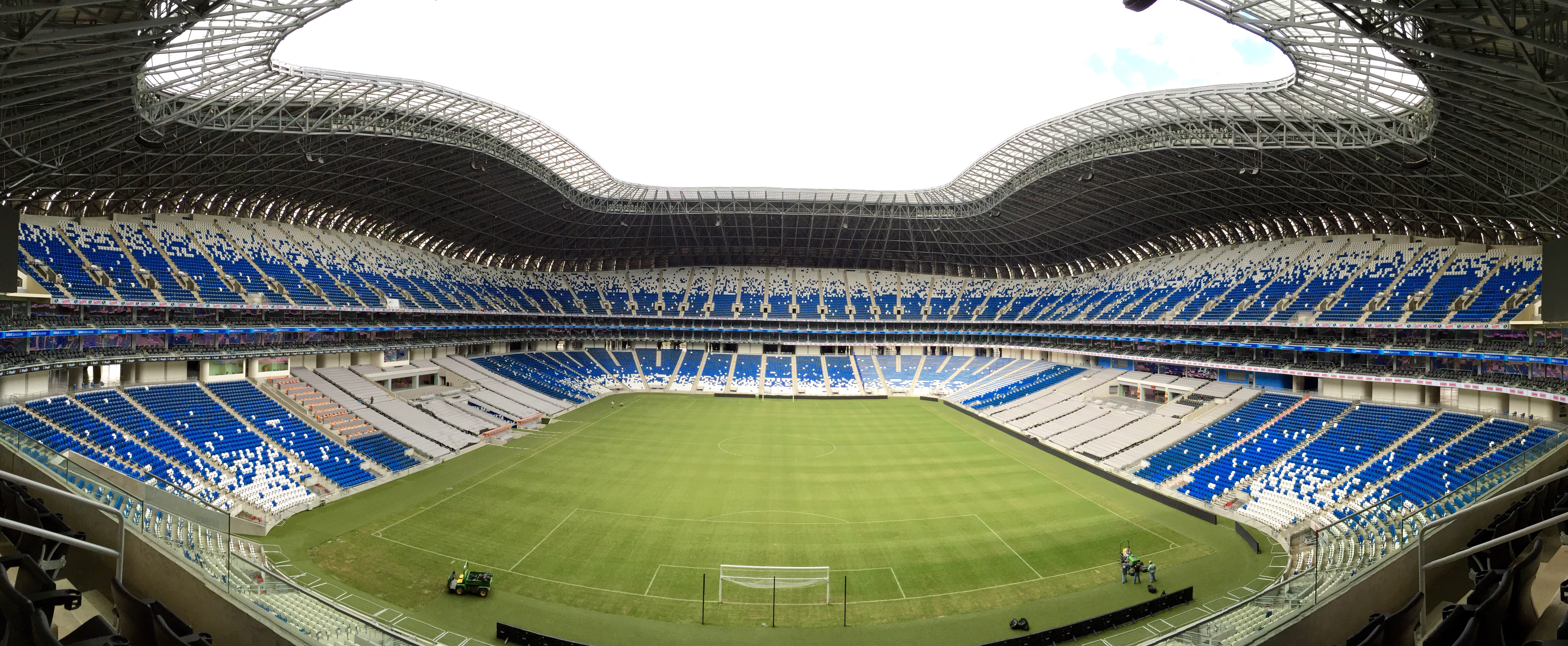
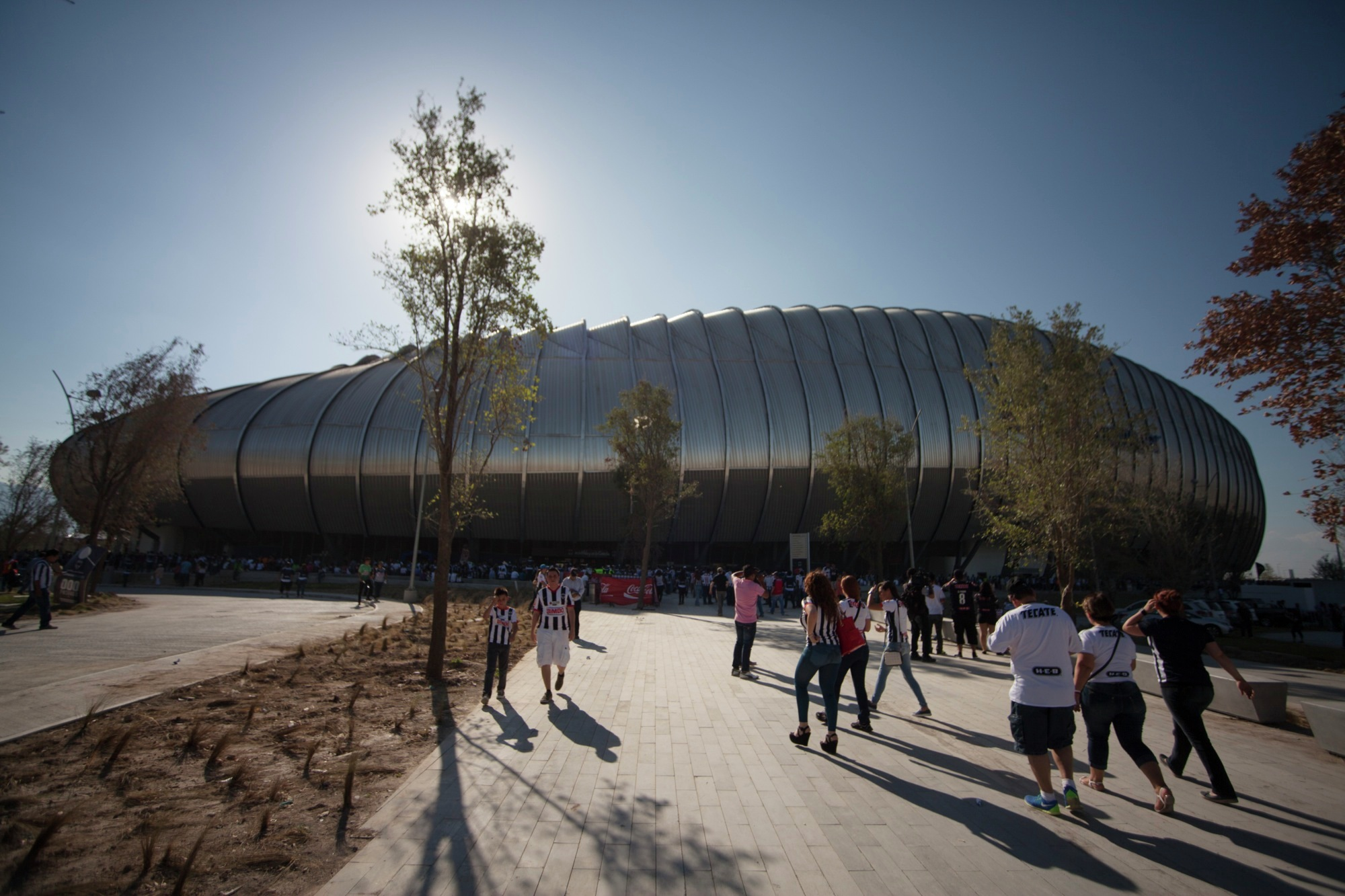